# 许利厄站
许利厄站（瑞典語：Hyllie Station）是一座火车站，位于瑞典马尔默市区西南部的许利厄区，靠近公铁两用隧桥——厄勒海峡大桥。连接丹麦哥本哈根火车总站和瑞典马尔默中央车站的厄勒海峡铁路途径本站，马尔默地下直径线的南端终点也位于本站。许利厄站、三角地站、马尔默中央车站地下站台均是马尔默地下直径线的配套工程，2010年12月12日一同启用。
许利厄站采用下沉式部分露天设计，股道比周边地面低1层楼。股道两端为露天设计。股道中间部分采用封闭式设计，上盖许利厄站主楼、多条街道及多座商业建筑。馬爾摩體育館、斯堪卡的一个分支机构均位于许利厄站附近。

## 相邻车站
| 上一站                              |                  | 下一站                      |
| ----------------------------------- | ---------------- | --------------------------- |
| 三角地站 往：马尔默中央车站         | 马尔默地下直径线 | 本线终点                    |
| 三角地站 往：马尔默中央车站         | 于斯塔德铁路     | 马尔默南站 往：于斯塔德站   |
| 哥本哈根机场站 往：哥本哈根火车总站 | 厄勒海峡铁路     | 三角地站 往：马尔默中央车站 |